# Le 5 mogli dello scapolo
Le 5 mogli dello scapolo (Who's Been Sleeping in My Bed?) è un film commedia statunitense del 1963, diretta da Daniel Mann e interpretata da Dean Martin, che ne fu anche il produttore.

## Trama
Jason Steel, eroe bello e prestante di una serie televisiva medica di successo, proietta un'immagine di saggezza e romanticismo sulle donne americane che lo adorano. Però anche le mogli dei suoi amici, che giocano a poker con lui ogni mercoledì, ne sono affascinate. Ogni mercoledì sera, Jason scambia la sua partita di poker per una "consulenza privata" con una o più delle mogli dei suoi amici.
Sebbene loro non sospettino nulla, la sua fidanzata, Melissa, è preoccupata per l'esito del suo matrimonio con lui, iniziando a dubitare se avrà luogo. La migliore amica di Melissa, Stella, un giorno scopre gli appuntamenti che Jason riceve ogni mercoledì sera. Lei farà di tutto per aiutare Jason a ritornare sui suoi passi e riconciliarsi con la fidanzata.

## Produzione
Carol Burnett, che impersonava Stella Irving, disse del suo ruolo: «Avrei dovuto ricevere il premio per la peggiore interpretazione di un'attrice mai offerta in un film. Ero confusa, annoiata e mi mancava il pubblico dal vivo. Non fui spontanea».

## Distribuzione
Il film ebbe la sua prima statunitense il giorno di Natale del 1963.